# Вихорев, Валентин Иванович
Валентин Иванович Вихорев (род. 22 ноября 1931, Ленинград) — советский и российский автор-исполнитель.

## Биография
Родился в рабочей семье. Его отец, как только началась война, был призван в армию и вскоре погиб. В. Вихорев пережил блокаду. Был эвакуирован по Дороге жизни, попал в новосибирский детский дом, в конце войны вернулся в Ленинград к матери. В 1949 году окончил ремесленное училище № 30. Прошёл службу в армии в ГДР (с 1951 по 1956 годы, два года — сверхсрочно). Живёт в Санкт-Петербурге.
Более 40 лет проработал в НИИ: слесарем-инструментальщиком, гравёром, механиком по обслуживанию ЭВМ, с конца 60-х годов более 20 лет кроме основной работы был начальником пионерлагеря своего НИИ.
Среди увлечений В. Вихорева подводное плавание, туризм, альпинизм, горные лыжи. Последние годы каждую зиму выезжает на Кавказ, с 1987 года — инструктор по горнолыжному спорту.
В 1957 году был участником Международного фестиваля молодежи и студентов в Москве. Имеет первый разряд по акробатике, участвовал в съёмках трюков на лошадях в кинофильме «Мистер Икс». В 1960 году стал одним из основателей секции аквалангистов в своём НИИ. В 1963 году три месяца работал в экспедиции Зоологического института на Южном Сахалине в качестве подводного фото- и кинооператора.

## Творчество
Играет на 7-струнной гитаре.
Песни пишет с шестидесятых годов. Толчком послужило желание рассказать о виденном и пережитом во время походов и экспедиций на Кавказ, Тянь-Шань, в Карпаты, на Урал, в Сибирь, на Дальний Восток, Сахалин, в Карелию, на Чёрное и Белое моря. Первые песни были написаны на озёрах Карельского перешейка, где В. Вихорев участвовал в подводных погружениях, снаряжение для которых участники мастерили сами.
Член ленинградского клуба песни «Восток» с его основания (с 2008 года — председатель художественного совета клуба), лауреат легендарных конкурсов туристской песни I и III Всесоюзных слётов победителей походов по местам боевой славы в Бресте и Ленинграде в 1965 и 1967 годах, участник жюри многих фестивалей и конкурсов, почётный гость Грушинского фестиваля.
Выпустил несколько книг стихов.
Проиллюстрировал, помимо своих, несколько книг друзей-бардов: В. Глазанова, М. Кукулевича, В. Шабанова и Ю. Панюшкина, вышедшие в Санкт-Петербургском издательстве детской и юношеской литературы «Лицей» в 1999—2001 годах, а также книги «Поющая душа. Песни ленинградских авторов 1970-е годы», «Духовная лирика», «Нам есть что сказать...» и другие.

## Песни
Наиболее известные песни:
- За Лугой, за Лугой…
- Идёт рюкзак от хутора до хутора…
- Как нынче ветрено и сыро…
- Лето уходит на юг…
- Мокрый клён за окном…
- Мы пойдём с тобой в лес по ягоды…
- На Соловецких островах…
- На фронт трамвай уходил…
- Потеряли мы нахальство…
- Скачут, скачут почтари…
- Спелым колосом лето клонится…
- Стоят палатки в мартовском снегу…
- У августа, мой друг, прохладный летний день…
- Усталый клин скользнул к воде…
- Я бы сказал тебе много хорошего…

## Публикации
- Вихорев В. И. «Я бы сказал тебе много хорошего…» Песни. — Сост. А. Левитан, М. Левитан. СПб.: Бояныч, 1996. — ISBN 5-7199-0046-2 (2-е изд. — 1997. ISBN 5-7199-0068-3).
- Вихорев В. И. «Не слышно колокольчиков почтовых». Стихи, песни / Сост. Ф. Дымов. — СПб.: «Бояныч», 1998 (2-е изд. — 1999). — ISBN 5-7199-0100-0.
- Вихорев В. И. «В океане времени». Песни, стихи, проза, рисунки / Сост. А. Левитан, М. Левитан. — Оформл. А. Бахтин, Л. Вихорева. — СПб.: «Бояныч», 2005. — 432 с. — ISBN 5-7199-0170-1.
- Вихорев В. И. «На Соловецких островах». Песни для голоса и гитары / Сост. А. Левитан. — СПб.: «Композитор», 2006. — 88 с, ил. автора. — Гос. № 4311.

Стихи, песни, проза В. И. Вихорева, рассказы о нём также есть в книгах:
- «От костра к микрофону. Из истории самодеятельной песни в Ленинграде». — СПб.: «Распекс», 1996. — 528 с. — ISBN 5-7345-0072-0.
- Грушинский: фестивальная летопись 1968—2000 гг. / Сост. В.Шабанов. — СПб.: «Бояныч», «Лицей», 2001. — 400 с. — ISBN 5-7199-0130-2, ISBN 5-8452-0258-2.
- Берег надежд. Песни ленинградских авторов. 1950—1960-е годы / Сост. А. Левитан, М. Левитан. — СПб.: «Бояныч», 2002. — 448 с. — ISBN 5-7199-0153-1.
- Поющая душа. Песни ленинградских авторов. 1970-е годы. — СПб.: Всерусский собор, 2008. — 864 с. — ISBN 978-5-903097-23-4.

## Аудиозаписи
- Вихорев В. И. «Я бы сказал тебе много хорошего…» — Винил, фирма «Мелодия» (1988).
- Вихорев В. И. «Мокрый клён». — СПб.: Московские окна, 1997. — С 60. — МО-169. — 20 песен в исп. автора и 1 в исп. Т. Колосовой.
- Вихорев В. И. «На Соловецких островах». — СПб.: Б. и., 1998. — С 60. — 20 песен в исп. автора.
- Вихорев В. И. «Давай оставим все дела…» Стихи и песни. — СПб.: Б. и., 1998. — С 60. — 23 произв. в исп. автора.
- Вихорев В. И. «Домбай завалило снегами…» — СПб.: Б. и., 1999. — С 60. — 20 песен в исп. автора.
- Вихорев В. И. «На кострах кленовых». — СПб.: Б. и., 2001. — CD. — 22 песни в исп. автора. Инструм. сопр. С. Е. Ильина; То же. — С 60.
- Вихорев В. И. «Скачут, скачут почтари…» — СПб.: Б. и., 2002. — CD. — 20 песен в исп. автора. Инструм. сопр. С. Е. Ильина; То же. — С 60.
- Вихорев В. И. «Домбай завалило снегами…» — СПб.: Б. и., 2003. — CD. — 20 песен в исп. автора. Инструм. сопр. С. Е. Ильина; То же. — С 60.
- Вихорев В. И. «На Соловецких островах». — СПб.: Б. и., 2003. — CD. — 21 песня в исп. автора. Инструм. сопр. С. Е. Ильина; То же. — С 60.
- CD двойной «Из неизданного». Песни в исполнении автора и его друзей. — СПб., 2007. — 38 песен. исполняют В. Вихорев, А. Копосов, Т. Фирсова и Б. Тарасов, Л. Вихорева, А. Тимофеев.
- CD двойной «Песни прошлого века». — СПб., 2008. — 43 песни в исполнении автора. Использованы записи фирмы «Мелодия». 1997 г.
- Песни «Соловецкого братства». Диск 1. «Край Беломорья». — СПб., клуб песни «Восток». 2009. — 4 песни в исполнении автора, аранжировка С. Ильина.